# Йохан I (Нюрнберг)
Йохан I (на немски: Johann I von Nürnberg, * ок. 1279, † 1300) от род Хоенцолерн е бургграф на Нюрнберг от 1297 до 1300 г.

## Биография
Той е син на бургграф Фридрих III (1220 – 1297) и втората му съпруга принцеса Хелена от Саксония († 1309), дъщеря на саксонския херцог Албрехт I от фамилията Аскани.
Йохан е женен от 1297 г. за Агнес фон Хесен († 1335). До смъртта си той е бургграф заедно с по-малкия му брат Фридрих IV. Йохан умира бездетен през 1300 г. и Фридрих IV поема на 15 март 1300 г. на 12 години службата бургграф.